# Emma Altherr-Simond
Emma Altherr-Simond (Baden, 13 april 1838 - Heiden, 10 december 1925) was een Zwitserse onderneemster en hotelierster uit het kanton Appenzell Ausserrhoden.

## Biografie
Emma Altherr-Simond was een dochter van Joseph Simond, een handelaar, en van Anna Maria Nieriker, die afstamde van een hoteliersfamilie uit Baden. Ze trouwde in 1876 met Hermann Altherr, een arts die later ook lid zou worden van de Nationale Raad.
In 1860 vestigde Emma Altherr-Simond zich met haar moeder en twee zussen in Heiden, in het kanton Appenzell Ausserrhoden. Samen baatten ze het Freihof, dat zowel een brasserie was als een kuurhotel, en later ook het Schweizerhof uit. Later werd ze eigenares van deze hotels, die zouden uitgroeien tot de belangrijkste van Heiden en zouden bijdragen aan de internationale reputatie van dit kuuroord. Tussen 1863 en 1914 zouden tijdens het zomerseizoen tal van bekende artsen hun beroep uitoefenen op het Freihof. Haar echtgenoot Hermann Altherr bijvoorbeeld verzorgde er lange tijd Henri Dunant, de oprichter van het Rode Kruis die in 1910 in Heiden zou overlijden. In zijn testament zou Dunant de som van 10.000 CHF legateren aan het echtpaar Altherr-Simond. Bij het begin van de Eerste Wereldoorlog kregen de hotels het echter zwaar te verduren onder de terugval van het toerisme.
Verder was ze een van de stuwende krachten achter de aanleg van de spoorlijn Rorschach - Heiden.